# Gwałt na Lukrecji

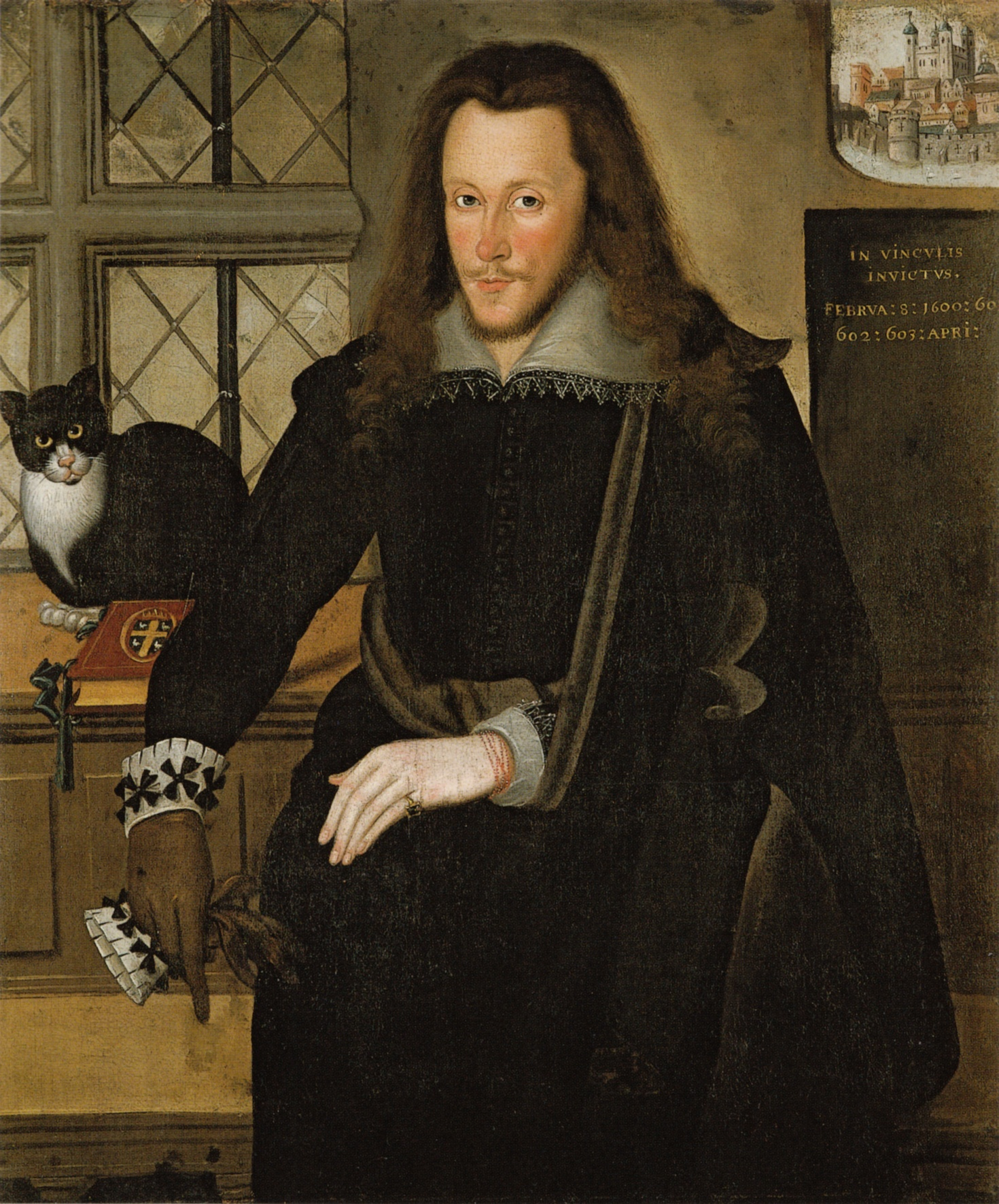
Hrabia Southampton

Gwałt na Lukrecji (ang. The Rape of Lucrece) – poemat autorstwa Williama Szekspira z roku 1594, dedykowany hrabiemu Southampton.
Wcześniejszy utwór Szekspira, Wenus i Adonis, dedykowany był patronowi (niektórzy uważają, że jednocześnie kochankowi) poety, hrabiemu Southampton. W dedykacji tej obiecał napisanie utworu, który zostanie długo zapamiętany. Z pewnością, Gwałt na Lukrecji pozbawiony jest wątków humorystycznych znanych z utworu Wenus i Adonis. 

## Inspiracja

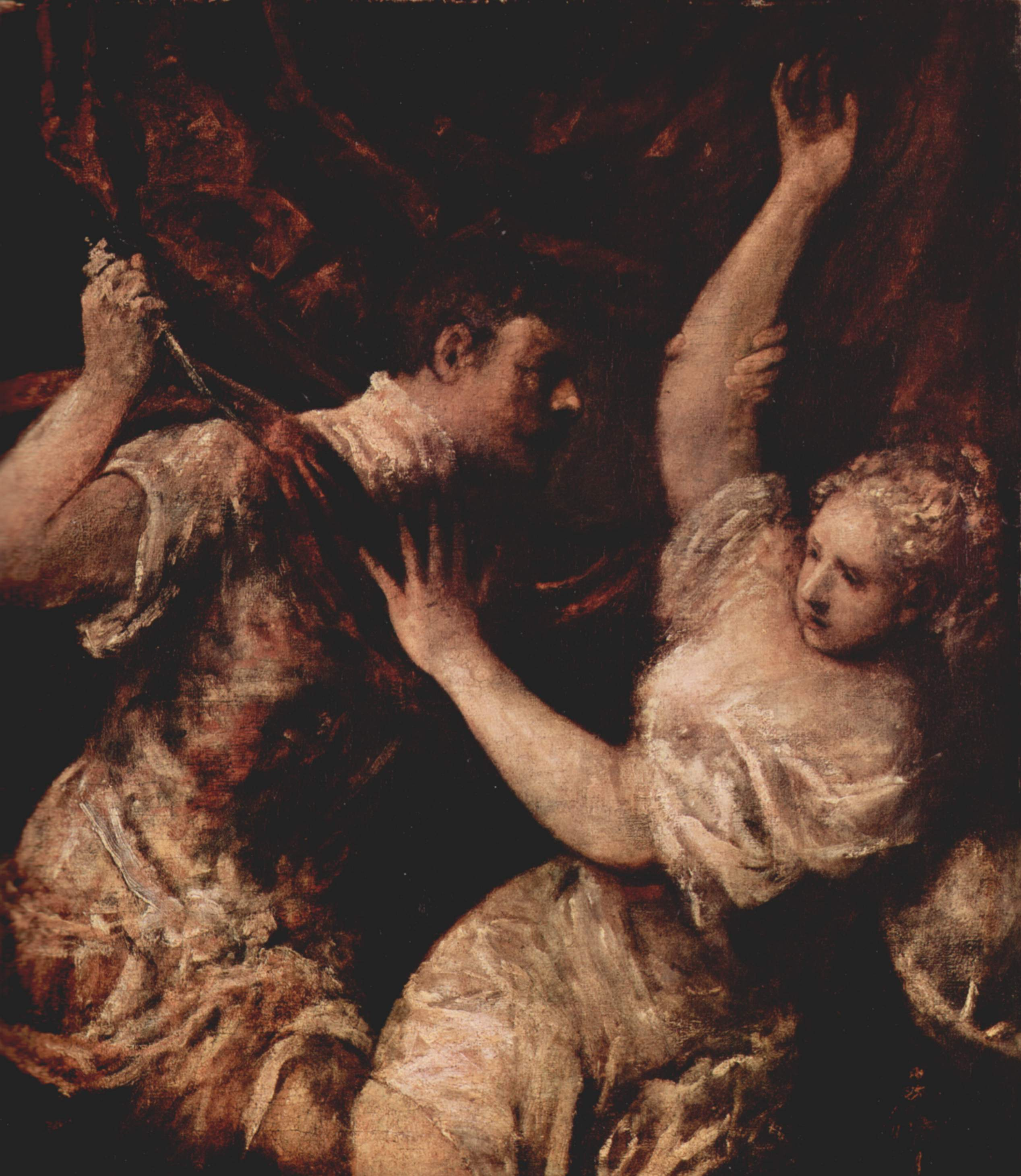
Tycjan, Sekstus Tarkwiniusz i Lukrecja

Gwałt na Lukrecji inspirowany był historią zawartą w jednym z poematów Owidiusza, a także z Historii Rzymu Tytusa Liwiusza. W 506 roku p.n.e. Sekstus Tarkwiniusz, syn Tarkwiniusza Pysznego, króla Rzymu, zgwałcił Lukrecję, żonę Collatinusa. W konsekwencji, Lukrecja popełniła samobójstwo. Lucjusz Juniusz Brutus pokazał jej ciało na Forum Romanum. Zaowocowało to rewoltą przeciwko Tarkwiniuszom, wygnaniem rodziny królewskiej i utworzeniem republiki.

## Utwór
Szekspir zachowuje esencję tej historii, dodaje jedynie szczegół, mówiący o tym, że Tarkwiniusz pożądał Lukrecji jeszcze zanim ta wyszła za mąż. Później ten sam wątek został wykorzystany także w utworze Cymbelin, gdzie Imogen jest symbolicznie zgwałcona przez Giacomo. Podobnie jak inne kobiety zgwałcone w utworach Szekspira, Lukrecja także ma wartość symboliczną: przez jej samobójstwo, jej ciało staje się symbolem politycznym, który mówi głosem takim, jakim Lukrecja nie umiała przemówić za życia.